# 杉林河水库
杉林河水库是中国湖北省黄冈市麻城市境内的一座水库，位于巴水上游，建于1978年。水库正常库容为1100万立方米，集雨面积为22平方千米，海拔为231.3米。